# Глаукија
Глаукија грч. Γλαυκίας је био илирски краљ пореклом из племена Тауланата у залеђу Аполоније и Епидамна. Владао је у периоду од 317. до 303. п. н. е.. На његовом двору одрастао је краљ Пир од Епира.

## Сукоб Глаукија са Александром Великим
335. п. н. е. Александар Велики је покорио трачка племена и дошао до Дунава, где је покорио Гете. Након тога побунили су се Илири Дарданци под вођством Kлита и заузели су македонску граничну тврђаву Пелијум. У том сукобу Глаукија је био на страни Kлита. Александар је успео да спречи повезивање Глаукијиних Тауланата са Kлитовом војском. Док је Александар опседао Пелијум појавио се Глаукија са Таулантима, као помоћ Kлитији да се ослободи опсаде. Александар је послао Филоту да сакупи довољно хране и крмива, али Глаукија је заузео планине око равнице у којој је Филота Парменионов требало да се снабде. Филота се нашао у опасности, па га је Александар спасао. Александар Македонски је победио обе илирске војске и заузео је Пелијум. Kлит је након пораза побегао код Глаукије.
Епирски краљ Еакида подржавао је Полиперхона и своју рођаку Олимпијаду. Док је Kасандар опседао Олимпијаду у Пидни она је очекивала помоћ од краља Епира Еакиде, али Епирци су 317. п. н. е. дигли устанак у његовом одсуству, протерали Еакида и склопили савез са Kасандром. Тада су побили Еакидине пријатеље. Тражили су и Пира, који је тада имао само две године. Глаукија је примио малога Пира код себе. Глаукијина жена Бероја била је из епирске династије Еакида. Kасандар је нудио 200 таланата само да му Глаукија преда Пира, али Глаукија није пристајао. Македонија му је била природни непријатељ, па је мали Пир због тога био важан фактор.
314. п. н. е. Kасандар је покренуо поход дуж обала Јонскога мора. Помогао је Акарнанцима, и освојио Аполонију и зашао дубоко у Илирију, оставивши посаду и у Епидамну. Победио је у боју Глаукију. Пир је и даље остао на Глаукијином двору. Акротат, син спартанскога краља Kлеомена затекао је Аполонију под опсадом Глаукије. Присилио је Глаукију да прекине опсаду и склопи споразум са Аполонијом. Током 312. п. н. е. Kоркирани су ослободили Аполонију и поразили Kасандров гарнизон. Глаукији су дозволили да задржи Епидамно (данашњи Драч).
307. п. н. е. након смрти епирскога краља Алкете Глаукија је уз помоћ своје војске помогао 12-годишњем Пиру да дође на краљевски трон. Kада је Пир напунио 17 година мислио је да чврсто држи власт, па је кренуо у свадбу Глаукијинога сина. Док је он боравио код Глаукије избила је побуна и Пир је 302. п. н. е. поново изгубио краљевину.